# Wybory do Parlamentu Europejskiego we Francji w 2009 roku
Wybory do Parlamentu Europejskiego VII kadencji we Francji zostały przeprowadzone 7 czerwca 2009 (dzień wcześniej odbyły się w niektórych terytoriach zamorskich). Zgodnie z postanowieniami traktatu nicejskiego w ich wyniku zostało wybranych 72 deputowanych (w miejsce dotychczasowych 78). Wybory zakończyły się zwycięstwem wspierającej prezydenta Nicolasa Sarkozy’ego centroprawicy i dobrym wynikiem skupionej wokół Zielonych koalicji ekologicznej.

## Wyniki wyborów
| Lista wyborcza                                                                         | Głosy     | %     | Mandaty | Zmiana |
| -------------------------------------------------------------------------------------- | --------- | ----- | ------- | ------ |
| Unia na rzecz Ruchu Ludowego (w tym Partia Radykalna), Nowe Centrum, Nowoczesna Lewica | 4,80 mln  | 27,9% | 29      | +12    |
| Partia Socjalistyczna                                                                  | 2,84 mln  | 16,5% | 14      | –17    |
| Europa-Ekologia (w tym Zieloni)                                                        | 2,80 mln  | 16,3% | 14      | +8     |
| Ruch Demokratyczny (w tym CAP21)                                                       | 1,46 mln  | 8,5%  | 6       | –5     |
| Front Lewicy (w tym Francuska Partia Komunistyczna i Partia Lewicy)                    | 1,11 mln  | 6,5%  | 5       | +2     |
| Front Narodowy                                                                         | 1,09 mln  | 6,3%  | 3       | –4     |
| Nowa Partia Antykapitalistyczna                                                        | 0,84 mln  | 4,9%  | 0       |        |
| Libertas Francja (w tym Ruch dla Francji i CPNT)                                       | 0,83 mln  | 4,8%  | 1       | –2     |
| Alliance Écologiste Indépendante                                                       | 0,62 mln  | 3,6%  | 0       |        |
| Powstań Republiko                                                                      | 0,30 mln  | 1,8%  | 0       |        |
| Walka Robotnicza                                                                       | 0,21 mln  | 1,2%  | 0       |        |
| pozostali                                                                              | 0,32 mln  | 1,7%  | 0       |        |
| Razem                                                                                  | 17,22 mln | 100%  | 72      | –6     |